# Gerhard Richter Painting
Pour plus de détails, voir Fiche technique et Distribution.
Gerhard Richter Painting est un film allemand réalisé par Corinna Belz, sorti en 2011.

## Synopsis
Le documentaire présente le travail du peintre Gerhard Richter, notamment à travers son atelier.

## Fiche technique
- Titre : Gerhard Richter Painting
- Réalisation : Corinna Belz
- Scénario : Corinna Belz
- Photographie : Johann Feindt, Frank Kranstedt et Dieter Stürmer
- Montage : Stephan Krumbiegel
- Production : Thomas Kufus
- Société de production : Zero One Film, Terz Film et Arte
- Société de distribution : Pretty Pictures (France)
- Pays :  Allemagne
- Genre : Documentaire
- Durée : 97 minutes
- Dates de sortie : 
  -  Allemagne : 8 septembre 2011
  -  France : 6 juin 2012

## Accueil
Le film a reçu un accueil favorable de la critique. Il obtient un score moyen de 77 % sur Metacritic.